# Jacob van der Aa
Pour les articles homonymes, voir Van der Aa.
Jacob van der Aa (également appelé Andries van der Aa), né en 1730 et mort le 13 février 1776 à La Haye, est un peintre néerlandais.

## Biographie
Selon Pieter A. Scheen, Jacob van der Aa naît en 1730 à La Haye.
Il est l'élève de son oncle Dirk van der Aa. Après un voyage artistique de deux ans en Italie, il est cité en 1769 comme maître de la Guilde de La Haye. On lui doit des portraits, avec lesquels il n'obtient pas de succès.